# Diogmites bilineatus
Diogmites bilineatus là một loài ruồi trong họ Asilidae. Diogmites bilineatus được Loew miêu tả năm 1866. Loài này phân bố ở vùng Tân nhiệt đới.